# Addukt
Addukt ist ein Begriff, der in der Chemie und Physik für ein zusammengesetztes Molekül verwendet wird. In den Reaktionen zur Bildung des Adduktes entstehen keine Nebenprodukte wie Wasser oder Alkohol. Unterschieden werden u. a.:
- Elektronen-Donor-Akzeptor-Komplexe: Addukte zwischen Lewis-Säuren und Lewis-Basen: Kovalent gebundene Moleküle aus einem Elektronendonator (z. B. Et2O) und einem Elektronenakzeptor (z. B. BF3): Et2O + BF3 → Et2O-BF3[2]
- nicht-kovalent gebundene Addukte: z. B. Kationen- oder Anionenanlagerungskomplexe in der Elektrospray-Ionisations-Massenspektrometrie. Dabei werden um ein Kation oder Anion (z. B. H+, Na+ oder HCOO-) Liganden (z. B. Lösungsmittelmoleküle, Peptide, Proteine, sonstige Analyte) angeordnet. Die Anzahl der Liganden hängt von der elektrischen Ladung, der Ionengröße, der Ligandenstärke und den experimentellen Bedingungen ab. Dieser Addukt-Typ wird auch Cluster genannt.[3]
- DNA-Addukte: elektrophile Moleküle können mit den freien Elektronenpaaren der in DNA vorhandenen Basen kovalent binden (Lewis-Komplex) und dadurch z. B. die Zellteilung verhindern oder Mutationen auslösen (z. B. Malondialdehyd, 4-Hydroxynonenal).
- Diels-Alder-Addukte: Produkte einer Diels-Alder-Reaktion.
- Michael-Addukte: Produkte der Michael-Addition.
- Pi-Addukte: das Produkt einer Reaktion, in dem eine gerichtete Wechselwirkung zwischen einem π-Orbital und einem π- oder σ-Orbital zu einer neuen Bindung führt (z. B. bei der Reaktion zwischen einem Platinatom und Ethylen oder bei einer Zwischenstufe in der elektrophilen Substitution am Aromaten).[4]
- Sigma-Addukte (früher Sigma-Komplex): das Produkt, das durch Anlagerung einer elektrophilen oder nukleophilen Gruppe oder eines Radikals an einen Ringkohlenstoff einer aromatischen Spezies unter Entstehung einer neuen Sigma-Bindung, erzeugt wird. Der Begriff wird auch für Addukte an ungesättigte und konjugierte Verbindungen im Allgemeinen verwendet.[5]
- Meisenheimer-Komplexe (auch Jackson–Meisenheimer-Addukt): ein Cyclohexadienyl-Derivat, bestehend aus einem Nukleophil und einer (hetero-)aromatischen Komponente.[6]